# سيرا دو سول فلاور
فلور دا سيرا دو سول بلدية في ولاية بارانا في المنطقة الجنوبية من البرازيل.